# Bramley, Hampshire
Bramley är en civil parish i Storbritannien.   Den ligger i grevskapet Hampshire och riksdelen England, i den södra delen av landet, 70 km väster om huvudstaden London.